# Massaker von Sinkor

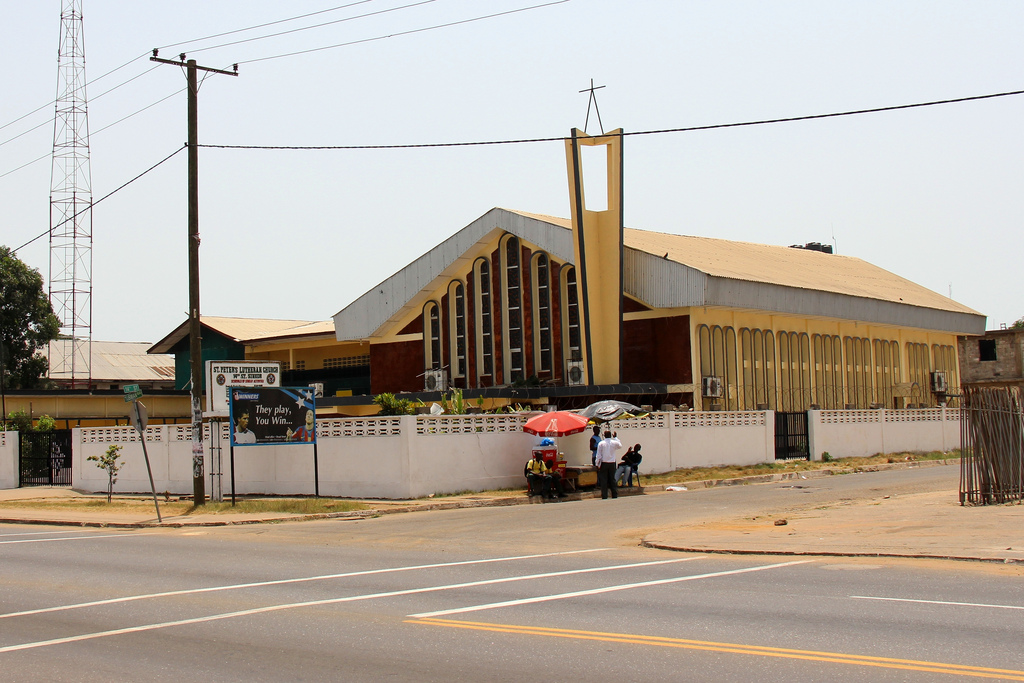
Die Kirche etwa 30 Jahre nach dem Massaker

Das Massaker von Sinkor ereignete sich im Verlauf des Ersten Liberianischen Bürgerkrieges am 29. Juli 1990 im Stadtteil Sinkor der liberianischen Hauptstadt Monrovia.
Während der militärischen Belagerung Monrovias im Juli 1990 hatten sich etwa 2.000 aus dem Hinterland geflüchtete Zivilisten auf das Gelände der Lutherischen St.Peter Kirche im Stadtteil Sinkor begeben. In der Sicherheit und Obhut einer Kirche hofften sie, den an Heftigkeit zunehmenden Gefechten um die Einnahme der Hauptstadt zu entkommen. Das Liberianische Rote Kreuz war bereits mit einigen Helfern präsent, um vor Ort ein provisorisches Flüchtlingslager aufzubauen.

Nach Aussage von Zeugen wurde das völlig überfüllte Kirchengebäude von einer Gruppe von 30 Soldaten der Armed Forces of Liberia (AFL) umstellt. Die demoralisierten, aber noch loyalen Anhänger des Präsidenten Doe attackierten die vollkommen wehrlosen Flüchtlinge. Im Inneren der Kirche richteten sie mit Maschinengewehren und Messern ein Blutbad an. Auch auf Flüchtende wurde noch gezielt geschossen. Mindestens 600 Menschen (laut erster Reutersmeldung vom Tage), darunter überwiegend alte Männer, Frauen, Kinder und Säuglinge, wurden von den Soldaten ermordet. Von US-Historikern wurde die hohe Zahl angezweifelt und auf etwa 200 Todesopfer reduziert.
Das Massaker von Sinkor ereignete sich 41 Tage vor der Gefangennahme und Ermordung des Präsidenten Doe durch die Truppe des Prince Yormie Johnson.
Das Ereignis war Auslöser für die am 2. August 1990 beginnende Operation Sharp Edge durch die US-Marines. Die Militäraktion hatte die Rettung der ausländischen Zivilisten und des Botschaftspersonals der USA zum Ziel. Im Rückblick wurde die militärische Passivität der US-Regierung kritisiert. Obwohl in der Region bereits über 2000 kampfbereite Marineinfanteristen präsent waren, vermied es die Bush-Regierung in die Kampfhandlungen direkt einzugreifen um durch eine Humanitäre Intervention eine Katastrophe zu verhindern. Auf eine entsprechende Frage von Reportern antwortete der liberianische Warlord Prince Johnson gelassen:
Mir wurde zu verstehen gegeben, das unser Bürgerkrieg eine innere Angelegenheit Liberias sei, daher hätten die Vereinigten Staaten niemals in dieser Angelegenheit beabsichtigt einzugreifen, wie sie es in Grenada, auf den Philippinen und Panama taten.